# Míriam Colón
Míriam Colón, nata Míriam Colón Valle (Ponce, 20 agosto 1936 – New York, 3 marzo 2017), è stata un'attrice portoricana.
Fondatrice e direttrice del Teatro Viaggiante Portoricano (Puerto Rican Traveling Theater) di New York. Intraprende la sua carriera all'inizio degli anni '50 esibendosi a Broadway, per poi passare alla televisione. Conosciuta per le apparizioni in diversi programmi televisivi dagli anni '60 fino agli anni '10 del nuovo secolo, la Colón è forse maggiormente ricordata per il suo ruolo di Georgina "Mama" Montana nel film Scarface del 1983. Nel 2014 ha ricevuto la National Medal of Arts dalle mani del presidente Barack Obama.

## Biografia

### Infanzia
Nacque a Ponce, Porto Rico, il 20 agosto 1936. Negli anni '40, insieme alla madre da poco divorziata, si trasferì a San Juan, in un complesso di edilizia pubblica, chiamata Residencial Las Casas. Ha frequentato il Liceo Román Baldorioty de Castro, situato nella parte vecchia di San Juan, dove ha partecipato attivamente ai lavori della scuola. Il suo primo insegnante di recitazione, Marcos Colón, credeva che possedesse un grande talento. Con il suo aiuto, le fu permesso di osservare gli studenti nel dipartimento di recitazione dell'Università di Porto Rico. Brava studentessa alle superiori, ricevette diverse borse di studio che le permisero di iscriversi sia al Dramatic Workshop and Technical Institute, che allo Lee Strasburg Acting Studio di New York City.

### Carriera
Nel 1953, ha debuttato nel film, Los Peloteros (The Baseball Players), un film prodotto a Porto Rico, interpretato da Ramón "Diplo" Rivero, e nel quale interpreta un personaggio chiamato "Lolita".  Quello stesso anno, si trasferì a New York, dove fu accettata, dopo una sola audizione, dal cofondatore dell'Actors Studio, Elia Kazan,  diventando così il primo membro portoricano dello Studio. A New York, ha lavorato in teatro, per ottenere di li a breve un ruolo nella soap opera, Sentieri. In un'occasione ha assistito ad una performance di La Carreta di René Marqués (The Oxcart). Quella presentazione la spinse a formare il primo gruppo teatrale ispanico, con l'aiuto del produttore di La Carreta, Roberto Rodríguez, chiamato "El Circuito Dramático".
Nel 1954 è apparsa sul palcoscenico in, In The Summer House, presso la Play House di New York City.  Tra il 1954 e il 1974 fece apparizioni come ospite in diversi spettacoli televisivi come, Peter Gunn e Alfred Hitchcock Presents. Appariva per lo più in western come Gunsmoke, Bonanza, The High Chaparral e Have Gun, Will Travel. Colón è inoltre apparsa nel film del 1961, One-eyed Jacks,  come ne, il rosso. Nel 1962, fu inclusa come coprotagonista in una serie televisiva, scritta da Frank Gabrielsen e prodotto per la DuPont Show of the Week. Il titolo dell'episodio di un'ora fu "L'uomo più ricco di Bogotà", in onda il 17 giugno 1962. Ha recitato in Lee Marvin nei panni di Marina.
Nel 1979, ha recitato al fianco di altri attori portoricani José Ferrer, Raúl Juliá e Henry Darrow in Life of Sin, un film in cui interpreta il personaggio di Isabel la Negra, una proprietaria, realmente esistita, di un bordello portoricano. Nel 1983, ha interpretato la madre di Tony Montana, interpretato da Al Pacino, nel film, Scarface. È stata anche scritturata come "María" nel film del 1999, Gloria, con Sharon Stone. Nel 2013, è stata scelta nel ruolo di Ultima, una guaritrice ispanica del New Mexico, nel film, Bless Me, Ultima, basato sul romanzo di Rudolfo Anaya.

#### Teatro di viaggio portoricano
Verso la fine degli anni '60, fondò, sulla West 47th a Manhattan, New York, il Portorican Travelling Theatre Company. La compagnia presenta le produzioni Off-Broadway, sia in loco che in tournée. Fu direttrice della compagnia protagonista nelle seguenti produzioni: The Ox Cart, in spagnolo, La Carreta (1966-1967), The Boiler Room (1993), Simpson Street e Señora Carrar's Rifles.
La commedia, The Ox Cart,  scritta dal drammaturgo portoricano René Marqués, venne prodotta per la prima volta nel 1953. Fu diretta da Roberto Rodríguez ed interpretato dalla Colón. Il successo dello spettacolo permise sia Rodríguez che Colón di formare il primo gruppo teatrale ispanico permanente con un suo spazio, il Teatro Arena, situato a Manhattan sulla Sesta Avenue tra la 43ª e la 44ª strada.

### Premi
Nel 1993, ha ricevuto un Obie Award per il Lifetime Achievement al Theatre. Nel 2000, ha ricevuto il premio Hispanic Organization of Latin Actors Raúl Juliá Founders.
Nel 1994 Mayra Fernandez scrive la biografia dell'attrice, dal titolo, "Míriam Colón: Actor and Theatre Founder". 
Nel 2014, il presidente Barack Obama ha conferito a Míriam Colón la National Medal of Arts per il suo contributo come attrice. La citazione recita come segue: "La signora Colón fu pioniera nel cinema, nella televisione e nel teatro, e ha contribuito ad aprire porte per generazioni di attori ispanici."

### Morte
Muore a New York il 3 marzo 2017 all'età di 80 anni, per complicazioni dovute ad un'infezione polmonare.

## Vita privata
Era sposata con George Paul Edgar dal 1966 fino alla sua morte, avvenuta nel 1976. Visse gli ultimi anni della sua vita ad Albuquerque, nel New Mexico, con il suo secondo marito, Fred Valle, che sposò nel 1987.

## Filmografia parziale

### Cinema
- Scarface, regia di Brian  De Palma 1983)
- La casa degli spiriti (The House of the Spirits), regia di Billie August (1993)
- Sabrina, regia di Sydney Pollack (1995)
- Stella solitaria, regia di John Sayles (1996)
- Edipo sindaco, regia di Jorge Alí Triana (1996)
- Gloria, regia di Sidney Lumet (1999)
- Passione ribelle (All the Pretty Horses), regia di Billy Bob Thornton (2000)
- The Blue Diner, regia di Jan Egleson (2001)
- Goal!, regia di Danny Cannon (2005)
- Goal II - Vivere un sogno, regia di Jaume Collet-Serra (2007)
- The Cry, regia di Bernadine Santistevan (2007)
- Goal III: Taking on the World, regia di Andrew Morahan (2009) - non accreditata
- Gun Hill Road, regia di Rashaad Ernesto Green (2011)
- Foreverland, regia di Maxwell McGuire (2011)
- Bless Me, Ultima - Oltre il bene e il male, (Bless Me, Ultima) regia di Carl Franklin (2013)
- Top Five, regia di Chris Rock (2014)
- The Girl Is in Trouble, regia di Julius Onah (2015)

### Televisione
- Peter Gunn – serie TV, episodio 1x37 (1959)
- Johnny Staccato – serie TV, episodio 1x06 (1959)
- Ricercato vivo o morto (Wanted: Dead or Alive) – serie TV, episodio 2x11 (1959)
- Avventure in paradiso (Adventures in Paradise) – serie TV, episodio 2x33 (1961)
- Corruptors (Target: The Corruptors) – serie TV, episodio 1x26 (1962)
- The New Breed – serie TV, episodio 1x31 (1962)
- Gunsmoke – serie TV, episodio 7x21 (1962)
- Have Gun - Will Travel – serie TV, episodio 6x24 (1963)
- Ben Casey – serie TV, episodio 3x02 (1963)
- La grande avventura (The Great Adventure) – serie TV, episodi 1x02-1x03 (1963)
- The Nurses – serie TV, episodio 2x19 (1964)
- Slattery's People – serie TV, episodio 1x06 (1964)
- Il virginiano (The Virginian) – serie TV, episodio 6x01 (1967)
- Ai confini dell'Arizona (The High Chaparral) – serie TV, episodio 2x03 (1968)
- Bonanza – serie TV, episodio 11x06 (1969)
- Autostop per il cielo (Highway to Heaven) – serie TV, episodio 4x04 (1987)
- Better Call Saul – serie TV, episodi 1x01-1x02 (2015)